# Kalina-Lisiniec
Kalina-Lisiniec – wieś w Polsce położona w województwie małopolskim, w powiecie miechowskim, w gminie Miechów, przy drodze wojewódzkiej nr 783.
| SIMC    | Nazwa       | Rodzaj    |
| ------- | ----------- | --------- |
| 0251334 | Lisiny      | część wsi |
| 0251340 | Przy Szosie | część wsi |
| 0251363 | W Dołach    | część wsi |

W latach 1975–1998 miejscowość administracyjnie należała do województwa kieleckiego.
We wsi znajduje się poligon, na którym rozgrywane są mecze paintballowe. W sierpniu 2006 organizowano tam III edycję LARP-a Nethershell.
W pobliżu wsi znajduje się obszar Natura 2000 „Kalina-Lisiniec”.